# Eutrypanus signaticornis
Eutrypanus signaticornis är en skalbaggsart som först beskrevs av François Louis Nompar de Caumont de Laporte 1840.  Eutrypanus signaticornis ingår i släktet Eutrypanus och familjen långhorningar. Inga underarter finns listade i Catalogue of Life.